# Kybos abstrusus
Kybos abstrusus är en insektsart som först beskrevs av Rauno E. Linnavuori 1949.  Kybos abstrusus ingår i släktet Kybos och familjen dvärgstritar. Enligt den finländska rödlistan är arten nära hotad i Finland. Arten är reproducerande i Sverige. Artens livsmiljö är parker, gårdsplaner och trädgårdar. Inga underarter finns listade i Catalogue of Life.